# Sinovi i ljubavnici
Sinovi i ljubavnici (eng. Sons and Lovers) je naslov trećeg romana Davida Herberta Lawrencea.
To je autobiografsko djelo u kojem Lawrence priča o braku žene iz više klase s rudarom. Slikovito opisuje muke mladog bračnog para i razočaranje koje doživljava ta pristojna djevojka živeći od mizerne plaće svog muža u unajmljenoj kući. Između supružnika nestaje ljubavi, pa Walter Morel, svaki dan nakon posla završi u pivnici odajući se alkoholu.Tada se njegova žena okreće svojim sinovima, počevši od starijega, Williama koji nakon nekog vremena umire. Iako je njegova majka shrvana okreće se mlađem Paulu, koji je u isto vrijeme i njome privučen ali ga ona i odbija. Sve veze koje Paul počinje završavaju zbog majčina pritiska, utjecaja i ljubomore. Roman je bio napadan, zbog teme koja je prikazana (Edipov kompleks).